# Hermann von Chappuis (General)
Hermann Heinrich von Chappuis (* 26. Dezember 1838 in Wahlstatt, Landkreis Liegnitz, Provinz Schlesien; † 11. März 1910 in Frankfurt am Main) war ein preußischer Generalleutnant.

## Leben
Hermann war ein Sohn des preußischen Generalmajors Wilhelm von Chappuis (1793–1869) und dessen Ehefrau Agnes, geborene Kittel (1803–1875).

### Militärkarriere
Chappuis besuchte das Kadettenhaus in seiner Heimatstadt und in Berlin. Anschließend wurde er am 2. Mai 1856 als Sekondeleutnant dem 2. Garde-Regiment zu Fuß der Preußischen Armee überwiesen. Nach einem Kommando zum I. Bataillon des 2. Garde-Landwehr-Regiments erfolgte Anfang Juli 1860 seine Versetzung in das neu formierte 4. Garde-Regiment zu Fuß. Ab 1. Oktober 1861 war Chappuis für drei Jahre zur weiteren Ausbildung an die Kriegsakademie kommandiert, die er aber aufgrund des Krieges gegen Dänemark unterbrechen musste. Er nahm als Premierleutnant an den Gefechten bei Fredericia und am Sonderburger Brückenkopf sowie dem Sturm auf die Düppeler Schanzen teil. Für sein Verhalten mit dem Roten Adlerorden IV. Klasse mit Schwertern ausgezeichnet, schloss Chappuis nach dem Friedensschluss bis Ende Juli 1865 seine Ausbildung ab. Er war dann für einige Monate zum 2. Garde-Dragoner-Regiment kommandiert. 1866 führte er im Deutschen Krieg die 2. Kompanie seines Regiments im Mainfeldzug und stieg bis Mitte Juli 1867 zum Hauptmann und Kompaniechef auf. Daran schloss sich ab Ende Juli 1868 eine Verwendung im Kaiser Franz Garde-Grenadier-Regiment Nr. 2 an. Mit der Mobilmachung anlässlich des Krieges gegen Frankreich wurde Chappuis zunächst als Adjutant der Generaletappeninspektion der 2. Armee kommandiert. Nach der Schlacht bei Gravelotte kehrte er zu seinem Regiment zurück und nahm an den Kämpfen bei Beaumont, Sedan und Le Bourget sowie der Belagerung von Paris teil. Zeitweise führte er dabei auch das I. Bataillon. Chappuis erhielt beiden Klassen des Eisernen Kreuzes sowie durch seinen Regimentschef das Ritterkreuz des Leopold-Ordens.
Mitte Mai 1876 wurde er zum Major befördert, Anfang Februar des Folgejahres in das Großherzoglich Mecklenburgische Grenadier-Regiment Nr. 89 versetzt und Mitte Juli 1877 zum Kommandeur des I. Bataillons ernannt. Als Oberstleutnant war Chappuis vom 6. Dezember 1883 bis zum 3. Dezember 1886 etatsmäßiger Stabsoffizier im 2. Nassauischen Infanterie-Regiment Nr. 88. Anschließend beauftragte man ihn unter Stellung à la suite mit der Führung des 1. Großherzoglich Hessischen Infanterie-(Leibgarde-)Regiments Nr. 115 in Darmstadt. Mit der Beförderung zum Oberst wurde Chappuis am 16. April 1887 zum Regimentskommandeur ernannt. Er wurde dann am 15. Februar 1890 mit der Führung der 44. Infanterie-Brigade in Kassel beauftragt und am 24. März 1890 zum Generalmajor befördert sowie zum Kommandeur dieser Brigade ernannt. In dieser Stellung erhielt Chappuis Mitte September 1891 den Roten Adlerorden II. Klasse mit Eichenlaub und Schwertern. Unter Verleihung des Charakters als Generalleutnant wurde er am 17. Juni 1893 mit der gesetzlichen Pension zur Disposition gestellt.
Nach seiner Verabschiedung verlieh ihm Kaiser Wilhelm II. aus Anlass des 25. Jahrestages der Schlacht von Le Bourget den Kronenorden II. Klasse mit Stern sowie am 2. Mai 1906 anlässlich seines 50-jährigen Dienstjubiläums die Uniform des Kaiser Franz Garde-Grenadier-Regiments Nr. 2. Er war Rechtsritter des Johanniterorden. 

### Familie
Chappuis hatte sich am 21. Oktober 1872 in Frankfurt am Main mit Leonie Stern-Cotta (1848–1931) verheiratet.
Aus der Ehe gingen die drei Töchter Leonie (* 11. August 1873 in Frankfurt am Main; † 30. September 1926 in Braunschweig), Frieda (1876–1884) und Elisabeth „Elsa“ Alexandrine (* 1887) hervor. Leonie heiratete am 1. März 1897 in Frankfurt am Main Günther Werner von der Schulenburg (* 19. September 1861 in Wolfsburg; † 30. Dezember 1918 in Braunschweig), zweiter Sohn von Günther von der Schulenburg und Herr auf Schloss Rethmar. Elsa heiratete am 1. Juli 1911 den Rittmeister Ernst Maria Dodo Emil Klemens von Behr, der am 2. November 1911 als Major und Führer des Husaren-Regiments „Königin Wilhelmina der Niederlande“ (Hannoversches) Nr. 15 während der Abwehrkämpfe bei Saint-Fergeux gefallen war.